# Kapelan honorowy Jego Świątobliwości
Kapelan Jego Świątobliwości – papieska godność honorowa nadawana szczególnie zasłużonym dla Kościoła kapłanom diecezjalnym po osiągnięciu 65. roku życia lub zasłużonym kapłanom, będącym pracownikami Urzędów Kurii Rzymskiej. Potocznie kapelani Jego Świątobliwości nazywani są prałatami, choć nimi nie są w ścisłym znaczeniu. Przysługuje im tytuł „Monsignor”. 

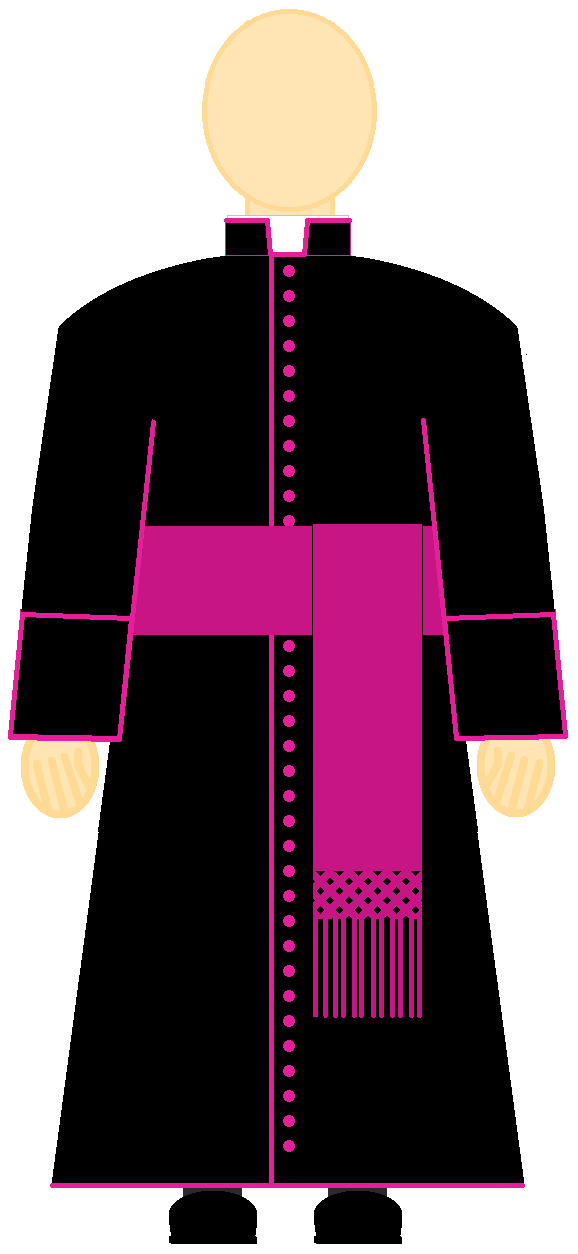
sutanna kapelana honorowego Jego Świątobliwości
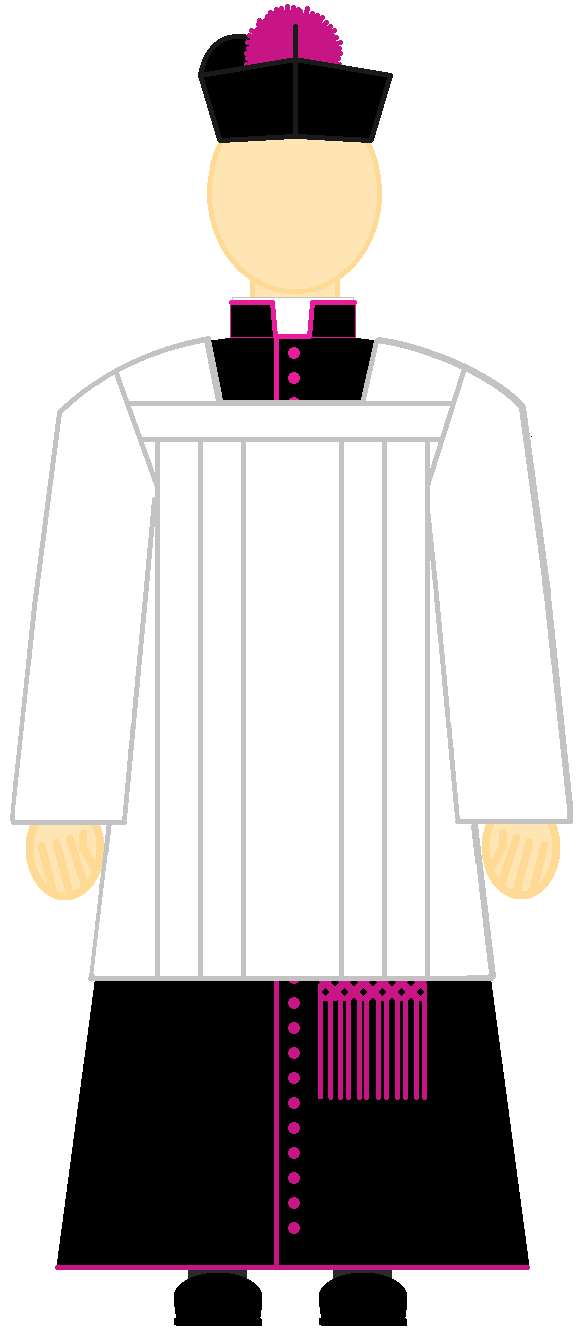
strój chórowy kapelana Jego Świątobliwości